# Первый рыцарь при дворе короля Артура
«Первый рыцарь при дворе короля Артура» — фильм 1995 года режиссёра Майкла Готтлиба. Снят по мотивам романа Марка Твена «Янки из Коннектикута при дворе короля Артура». В главных ролях снялись Томас Иэн Николас, Джосс Экланд и Кейт Уинслет. Есть продолжение — «Первый рыцарь при дворе Аладдина».

## Сюжет
Келвин Фуллер, тормозной подросток из Резеды, Калифорния. При внезапном землетрясении он падает в пропасть. Приземляется он в VI веке на голову рыцаря. Узнав об этом, пожилой король Артур, видя в нём спасителя, предсказанного Мерлином, приглашает к себе на обед. Келвин начинает обучаться, чтобы помочь Артуру сохранить корону. Вместе с ним в прошлое попал рюкзак с плеером и швейцарским армейским ножом. Келвин научил людей делать роликовые коньки, заслужив тем самым любовь и известность, а также ревность лорда Беласко, мечтавшего захватить трон. Тем временем Фуллер влюбляется в молодую принцессу Кэти. После того как он помог Артуру сохранить корону, Келвин возвращается назад в XX век.

## В ролях
- Томас Иэн Николас — Келвин Фуллер
- Джосс Экланд — Король Артур
- Арт Малик — Лорд Беласко
- Палома Баэса — Принцесса Кэти
- Кейт Уинслет — Принцесса Сара
- Дэниел Крейг — Мастер Кейн
- Рон Муди — Мерлин

## Производство
Съёмки сцен в VI векe проходили в Будапеште, Венгрия, а сцены в XX веке — в Лондонской центральной средней школе. Картина вышла в прокат 11 августа 1995 года и собрала в США $13,406,717.

## Критика
После выхода фильм был взорван критиками. В настоящее время на сайте Rotten Tomatoes он имеет у критиков рейтинг 0 % и 29 % у зрителей.